# Carlos de Faria Albuquerque
Carlos de Faria Albuquerque (,  – , 21 de outubro de 1958) foi um jornalista e político brasileiro.

## Biografia
Era natural da Bahia e filiado ao Partido de Representação Popular, fundado por Plínio Salgado. Carlos Albuquerque acreditava que a figura do ex-líder integralista fosse pouco conhecida pelos brasileiros. Por isso ele lançou em 1950, na ocasião da passagem de seu aniversário, uma série de seis artigos biográficos intitulados 22 de Janeiro, no periódico baiano Gazeta dos Municípios.
Para sua surpresa os periódicos se esgotaram rapidamente, tendo recebido inúmeros pedidos para que seu trabalho fosse republicado. Atendendo a estas solicitações, Carlos Albuquerque lançou em 1951, o livro Plínio Salgado, resumo biográfico pela Gazeta dos Municípios, sem introduzir nenhuma alteração ao que foi publicado no ano anterior, atendendo assim aos pedidos dos leitores.
Com este trabalho, ele contribuiu de forma significativa com o estudo da biografia de Plínio Salgado. Por ter sido escrito por alguém que estava ligado diretamente ao partido, sua obra traz peculiaridades importantes que não são abordados em outros trabalhos, tornando assim uma fonte única de pesquisa. Hoje este livro é bastante raro.
Nas eleições estaduais na Bahia em 1954, Carlos Albuquerque foi eleito deputado federal, cadeira que ocupou de 2 de fevereiro de 1955 até falecer em 21 de outubro de 1958.